# Quatuor Smetana
Le Quatuor Smetana est un ensemble de musique de chambre tchèque.

## Historique
Fondé en 1940 sous le nom de quatuor du conservatoire de Prague jusqu'en 1945, il adopte sa formation définitive en 1956. Vaclav Neumann, premier violon puis altiste du quatuor, quitte l'ensemble pour se consacrer à la direction d'orchestre. Le quatuor remporte en 1951 le premier prix au concours de Prague et est rattaché à l'Orchestre philharmonique tchèque. En 1955, Rybensky tombe subitement malade et c'est Milan Skampa qui le remplace. Dès lors commence une carrière mondiale dès les années 1960 sur trois continents : le quatuor est applaudi notamment aux États-Unis, en Allemagne de l'Ouest, en Grande-Bretagne et au Japon, où ils donneront de très nombreux concerts notamment au tournant des années 1980. Son répertoire est centré sur les compositeurs slaves des XIXe et XXe siècles. Même si Smetana, Janacek et Dvořák sont ses compositeurs favoris, il a également interprété avec panache les quatuors de Beethoven et les derniers quatuors de Mozart. De 1950 à 1974, il a joué tout son répertoire de mémoire, avant de l'étendre par la suite en retrouvant l'usage des partitions. Il lui arrivait parfois de s'associer à l'altiste Josef Suk pour jouer les quintettes à deux altos de Mozart et Dvořák. Après avoir donné durant sa carrière plus de 4 000 concerts, le quatuor est dissous en 1989.

## Membres
- Václav Neumann (1940-1943), Jaroslav Rybenský (1943-1946), Jiří Novák ((1947-1989) premier violon
- Joseph Vlach (1940-1943), Lubomir Kostecký (1943-1989) deuxième violon
- Jiří Neumann (1940-1943), Václav Neumann (1943-1946), Jaroslav Rybenský (1946-1955), Milan Škampa (1956-1989) alto
- Antonin Kohout (1940-1989) violoncelle

## Source
- Alain Pâris Dictionnaire des interprètes, Bouquins/Laffont 1989, p.1069